# Nejat Uygur Jr.
Nejat Uygur Jr., es un actor de televisión turca, conocida por haber interpretado a Hikmet Elibol en la serie Amor de familia. Es hijo de Behzat Uygur, sobrino de Süheyl Uygur y nieto del famoso decano de teatro y actor de comedia Nejat Uygur. 

## Biografía
Nació el 26 de julio en Estambul. Proviene de una familia de actores: su padre es el actor Behzat Uygur y su tío es el actor Süheyl Uygur. Nejat toma su nombre de su abuelo Nejat Uygur, un famoso actor, decano de teatro y comedia. El campo principal de Uygur es el teatro. 
Después de completar su educación secundaria en TED Istanbul College, Nejat no recibió una educación universitaria, comenzó a actuar directamente, que es su profesión familiar y que le entusiasma. Consiguió notoriedad en la redes sociales con los videos que grabó junto con su amigo y también actor Sina Özer para Vine.
En 2017 forma parte de la serie Amor de familia, interpretando a Hikmet, uno de los hermanos Elibol.
Fue precisamente durante la emisión de esta serie que llamó la atención del público el hecho de que solo cuenta con cuatro dedos en ambas manos desde nacimiento. El actor, que recibió una gran cantidad de preguntas de las redes sociales, compartió un video corto y explicó que para él tal condición no merecía tanta importancia y que no le significaba dificultad alguna, incluso pudiendo tocar la guitarra de forma profesional.
Sus participaciones más recientes son en las series Kırmızı Oda y Kagit Ev.

## Filmografía

### Televisión
| Año       | Título        | Personaje     | Nota(s)          |
| --------- | ------------- | ------------- | ---------------- |
| 2016      | Kaçma Birader | Eren          |                  |
| 2017-2019 | Bizim Hikaye  | Hikmet Elibol | Elenco principal |
| 2020      | Kırmızı Oda   | Hakan         |                  |
| 2021      | Kagit Ev      | Mert Firtina  | Elenco principal |